# 王道 (天順順天進士)
王道（1429年—1496年），字世用，直隸保定府蠡縣人，明朝政治人物。進士出身。

## 生平
順天府鄉試第九十六名。天順元年（1457年）丁丑科會試第二百九十四名，殿試登進士第三甲第四十七名。初授行人司行人，历官户部员外郎、郎中，成化十四年（1478年）六月升山东布政司右参议，分守辽阳、督理边储，二十二年六月升湖广左参政，弘治元年（1488年）二月升山东右布政使，二年五月升本司左布政，四年三月升都察院右副都御史、撫治郧阳，七年四月乞还原藉养疾，九年六月卒。

## 家族
曾祖父王大。祖父王得成。父亲王著，曾任府知事。子王儒，以蔭为國子生。